# Giannis Kourakis

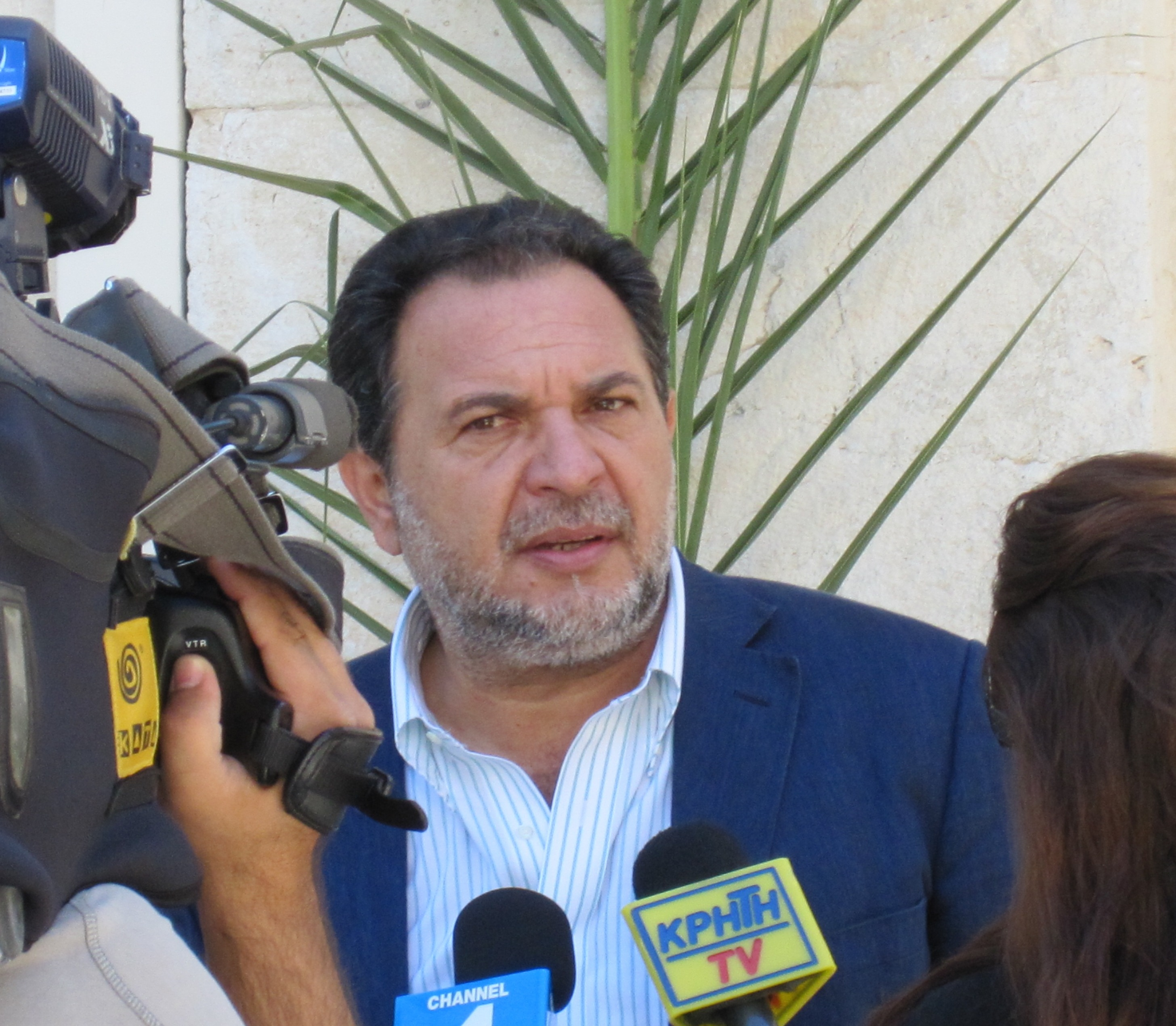
Giannis Kourakis

Giannis Kourakis  (griechisch Γιάννης Κουράκης, * 6. Oktober 1955 in Tylissos, Kreta) ist ein griechischer Politiker und Bürgermeister der kretischen Hauptstadt Iraklio.
Kourakis studierte Fernmeldewesen und war in der Nationalen Elektrizitätsversorgungsgesellschaft ΔΕΗ und in dem Gewerkschaftsbund Allgemeiner Griechischer Arbeiterverband (griechisch Γενική Συνομοσπονδία Εργάτων Ελλάδας ΓΣΕΕ, GSEE) tätig. 
Von 1990 bis 1994 war er Gemeinderat in Iraklio. Bei den Parlamentswahlen 1993, 1996 und 2000 wurde er als Kandidat der sozialdemokratischen PASOK zum Abgeordneten von Iraklio in das griechische Parlament gewählt, wo er dem Wirtschafts- und Sozialausschuss angehörte und sich vor allem in Sozial- und Beschäftigungsfragen engagierte. 
2001 wurde Kourakis als Staatssekretär für Sport in das Kultusministerium der Regierung Konstantinos Simitis berufen und war unter anderem mit der Vorbereitung der Olympischen Spiele 2004 in Athen befasst. 
Seit Anfang 2003 amtiert er als Bürgermeister von Iraklio. Im Oktober 2006 wurde er mit 72,76 %, im November 2010 mit 71,82 % der Stimmen wiedergewählt.
Kourakis ist verheiratet und hat zwei Kinder.